# Conistra intricata
Conistra intricata är en fjärilsart som beskrevs av Boisduval sensu Duponchel. Conistra intricata ingår i släktet Conistra och familjen nattflyn. Inga underarter finns listade i Catalogue of Life.